# Haus Horl
Haus Horl (auch Horle und Hoirle) ist eine abgegangene, mittelalterliche Wasserburg im heutigen Essener Stadtteil Vogelheim an der Bottroper Straße 400.

## Namensgebung
Der Name von Haus Horl leitet sich horlon für „zu den Wäldern im Sumpfgebiet“ bzw. hor für „Schmutz“ und lo für „lichter Wald“ ab.

## Geschichte
Im Unterschied zum benachbarten, ebenfalls untergegangenen Haus Heck, das an der Berne lag, wurden die Wassergräben von Horl allein durch den Borbecker Mühlenbach gespeist. Erst später, mit dem Bau des Rhein-Herne-Kanals ab 1906, wurde die Berne in das Bachbett des Mühlbach umgeleitet. Etwa zeitgleich wurde Haus Horl abgerissen.
Erstmals wird Horl im Jahr 1467 erwähnt. Aus den Quellen ergibt sich, dass das Haus Horl lange Zeit mit dem Erbmarschallamt des Stifts Essen verbunden war. So war 1542 der Essener Erbmarschall Heinrich op dem Berge aus dem Adelsgeschlecht der op dem Berge Besitzer zu Horl. Heinrich verklagte seine Schwester Stephana und deren Ehemann Alef von Steinhuis, da diese offenbar Haus Horl an sich gebracht hatten, als Heinrich als Anhänger der Täufer gebannt gewesen war. Derselbe Heinrich war auch noch 1558 Besitzer von Horl. In jenem Jahr verklagte er verschiedene Männer der Essener Äbtissin Katharina von Tecklenburg, da diese Heinrich „mit einem hundert Mann starken Aufgebot in Haus Horl überfallen, an 2 seiner Kämpe auf der Beeck die Umzäunung eingerissen, 2 seiner Brücken über die Beeck eingerissen, einen „Schlag“ gegen Hochwasser eingerissen, die Hollenbeck, die die Mühle an Haus Horl antrieb, abgegraben und das Heuen in mehreren Wiesen unterbunden hätten.“ 1566 belehnte die Essener Äbtissin Irmgard von Diepholz Elbert von Spee für Dietrich von Eller mit Haus Horl und dem Marschallamt von Essen. 1606 wurde Johan von Dellwich, Drosten zu Blankenstein und Werden mit dem Essener Erbmarschallamt, Haus Horl inklusive Mühle, der Hofstatt zu Borbeck, dem halben Gut zu Borckholt (Burckhollt) und der Gerechtigkeit am alten Berge belehnt. Ein Freiherr von Dobbe war 1738 Besitzer von Haus Horl. Und 1752 wurde Johan Werner Gisbert Freiherr von Dobbe, kölnisch-münsterscher Leutnant, mit Haus Horl belehnt.
Entsprechend der Honigmannschen Karte von 1803/06 handelte es sich um eine einteilige Anlage mit umgebendem Wassergraben, der vom Mühlenbach gefüllt wurde. Auf der Karte sind zwei Gebäude zu erkennen. Die Zufahrt lag im Nordosten. Zum Haus gehörten größere Ländereien, Fisch- und Jagdrechte sowie eine Ölmühle. 
1907 wurden die Gebäude im Zuge der Erweiterung der Kruppschen Fabrik abgerissen. Noch 1990 entfernte man bei einer Werksumgestaltung übriggebliebene Mauerreste und Pfahlgründungen. Dabei war auch ein Stück des ursprünglichen Wassergrabens zu erkennen. Außerdem wurde ein Mühlstein geborgen, der möglicherweise von der zum Haus gehörigen Mühle stammt.
Heute ist von Haus Horl oberirdisch nichts erhalten. Das Gelände wird als Parkplatz benutzt und ist nicht öffentlich zugänglich. Zur Erinnerung an die abgegangene Wasserburg wurde eine in unmittelbarer Umgebung liegende Straße Haus-Horl-Straße benannt. Am 21. Februar 1991 wurde Haus Horl in die Liste der Bodendenkmäler der Stadt Essen eingetragen.